# Morales de Rey
Morales de Rey é um município da Espanha na província de Zamora, comunidade autónoma de Castela e Leão, de área 20,08 km² com população de 702 habitantes (2007) e densidade populacional de 35,56 hab/km².

## Demografia
| Variação demográfica do município entre 1991 e 2004 | Variação demográfica do município entre 1991 e 2004 | Variação demográfica do município entre 1991 e 2004 | Variação demográfica do município entre 1991 e 2004 |
| --------------------------------------------------- | --------------------------------------------------- | --------------------------------------------------- | --------------------------------------------------- |
| 1991                                                | 1996                                                | 2001                                                | 2004                                                |
| 828                                                 | 797                                                 | 729                                                 | 714                                                 |